# Windows Embedded CE 6.0
Windows Embedded CE 6.0 (codename: "Yamazaki") este cel de-al 6-lea release major din seria de sisteme de operare înglobate Microsoft Windows. CE 6.0 are un nucleu ce poate suporta până la 32.768 de procese. Fiecare proces are alocați 2 GB de spațiu în memorie virtuală, față de 32 MB cât era anterior.
Windows Embedded CE 6.0 a fost lansat pe 1 noiembrie 2006, incluzând parțial codul sursă.